# Arthur L. Sellier (1937–2017)
Arthur Louis Sellier (geboren 9. Juni 1937; gestorben 22. Mai 2017 in München) war ein deutscher Jurist und Verleger.

## Leben

### Jugend und Ausbildung
Sellier war eines von vier Kindern des Münchner Verlegers Arthur L. Sellier (1889–1967) und das einzige mit dessen zweiter Ehefrau Marie Louise "Lisa" Denker (1904–1998). Er studierte Rechtswissenschaft an der Ludwig-Maximilians-Universität München und promovierte 1964 im Urheber- und Verlagsrecht.

### Verleger
Sellier übernahm den Verlag seines Vaters, den J. Schweitzer Verlag, und damit auch die Herausgeberschaft des J. von Staudingers Großkommentar zum BGB (kurz Staudinger). Er begann 1973 mit den Vorarbeiten für die 12. Auflage des Gesetzeskommentars, an dem damals schon 109 Kommentatoren und 22 Redaktoren beteiligt waren. Er schaffte die Gesamtneuauflagen ab und initiierte die bedarfsweise Erneuerung von Kommentarteilen. Damit bereitete er auch die Umsetzung in eine Online-Version vor, was schließlich 2002 in Kooperation mit Westlaw.de realisiert wurde.
Aus dem J. Schweitzer Verlag ging 1981 der Verlag J. Schweitzer – Walter de Gruyter hervor, der 1989 in Dr. Arthur L. Sellier & Co. – Walter de Gruyter & Co. (kurz Sellier/Gruyter) umbenannt wurde. Gesellschafter der oHG sind seitdem zu gleichen Teilen das Dr. Arthur L. Sellier & Co. KG, Wissenschaftliches Verlagskontor, das verantwortlich ist für die inhaltlich-konzeptionelle Entwicklung, das Lektorat und die Zusammenarbeit mit den Autoren, und die Walter de Gruyter GmbH, die zuständig ist für Herstellung, Marketing und Vertrieb. 2001 gründete Sellier außerdem den Verlag sellier european law publishers (selp). Der Verlag gab wissenschaftliche Publikationen zum Privatrecht der Europäischen Union und des Internationalen Privatrechts heraus. Zum 1. November 2011 wurden beide Verlage an den Verlag Dr. Otto Schmidt in Köln verkauft. Über die damit übernommene Beteiligung an der Sellier/de Gruyter oHG wird seit 1. Januar 2011 die Herausgabe der „Gesamtausgabe Staudinger“ weitergeführt.

### Ehrenamtliches Engagement
Mit seiner dritten Ehefrau gründete Sellier die Anke und Arthur L. Sellier Stiftung zur Förderung von Projekten der Katholischen Jugendhilfe von Don Bosco und den Salesianern in Myanmar.
Von 1965 bis 1989 engagierte sich Sellier ehrenamtlich im Börsenverein des Deutschen Buchhandels. Der Börsenverein ehrte ihn dafür 1997 mit der Goldenen Nadel. Von 1967 bis 1989 war Sellier Mitglied im Urheber- und Verlagsrechtsausschuss, 1986 bis 1989 als stellvertretender Vorsitzender. 
Von 1967 bis 1979 war Sellier Vorsitzender der Arbeitsgemeinschaft rechts- und staatswissenschaftlicher Verleger. Dort gehörte er dem Verleger-Ausschuss von 1976 bis 1979 und dem Ausschuss Neue Medien von 1977 bis 1989 an.  
In der Verlegervereinigung Rechtsinformatik war er von 1970 bis 1977 stellvertretender Vorsitzender.

### Privates
Sellier hatte mit seiner ersten Ehefrau Brigitte Hüttenes die Tochter Florentine und den Sohn Patrick. Sellier war in dritter Ehe mit Anke Sellier verheiratet.

## Veröffentlichungen
- Die Rechte der Herausgeber, Mitarbeiter und Verleger bei Sammelwerken. Dissertation. München 1964, DNB 482397128.